# Анемограф
Анемограф (від грец. άνεμος — «вітер» і грец. γράφω — «писати») — самописний прилад для реєстрації швидкості вітру або швидкості і напрямку вітру; в останньому випадку називається ще анеморумбографом.
Основою анемографа є трубка Дінеса. Трубка орієнтується за напрямком вітру. Тиск повітря спрямовується по трубці на поплавок з самописцем, висота якого показує швидкість вітру. Показники швидкості вітру записуються друкарським способом у старих системах (анемограф з механічною передачею), в нових — електричним (контактний анемограф), а також манометричним способом (аеродинамічний анемограф).
Анемограф є одним з обов'язкових приладів метеостанцій. За допомогою анемографа вибирається оптимальне місце для встановлення  вітрогенератора.